# Арменак Єкарян
Арменак Екарян ( вірм. Արմենակ Եկարյան   ( 1870—1926 ) — вірменський фідаїн, народився у Вані, Османська імперія, помер в Каїрі, Єгипет  .

## Біографія
Арменак Екарян — уродженець стародавнього вірменського міста Ван, котрий перебував тоді (і донині перебуває) під турецьким ярмом. Початкову освіту здобув у Варагаванкском монастирі. У 1888 році приєднався до Вірменському національному рухові, познайомившись з членами Вірменської демократичної ліберальної партії . 
Коли в 1896 році в Османській імперії султаном Абдул-Хамідом II була піднята чергова кривава хвиля вірменських погромів, відбулися масові вбивства вірмен, — Екарян взяв участь в організації оборони Вана. Йому вдалося отримати вантаж зброї з сусідньої Персії. Потім османські влади посадили його до в'язниці, разом з 40 його товаришами, і потім випустили в кінці конфлікту. Він покинув Османську Імперію на вимогу Султана. Знайшов притулок у Урмии, в Персії. Після Младотурецкой революції, він повернувся до рідного Ван в 1908 році.  Багато вірменських (а також македонських) революціонерів тоді "умовно приєдналися до Младотурецкого руху". 
Одначе, вже в травні 1910 року шовіністичні та мегаломанські установки младотурків стали очевидними для всіх (або майже для всіх). Навесні 1915 року молодотурки почали планомірний геноцид вірменського народу, приступивши до депортації і різанини . Екарян знову взяв участь у Ванському опорі. Після вірменської перемоги його учасники створили Адміністрацію Західної Вірменії , на чолі з Арамом Манукяном. Арменак Екарян став головою поліції. Арам Манукян, Арменак Екарян та інші постаралися додати національний характер військової адміністрації. У 1922 році Екарян емігрував зі своєю сім'єю до Каїру, де помер у 1926 році. Його сім'я переїхала до Вірменської РСР у 1947 році, в період масової репатріації та рееміграції вірмен.